# Battaglia di Krasos
La battaglia di Krasos fu una battaglia delle guerre arabo-bizantine che ebbe luogo nell'agosto 804, tra i Bizantini sotto l'Imperatore Niceforo I il Logoteta (r. 802–811) e un'armata abbaside sotto Ibrahim ibn Jibril. L'ascesa di Niceforo nell'802 risultò in una ripresa delle ostilità tra Bisanzio e il Califfato abbaside. Alla fine dell'estate 804, gli Abbasidi avevano invaso l'Asia Minore bizantina per razziarla, e Niceforo partì per scontrarsi con loro. Fu sorpreso, tuttavia, a Krasos e pesantemente sconfitto, fuggendo a stento. Seguì una tregua e uno scambio di prigionieri. Malgrado questa sconfitta, e una massiccia invasione abbaside l'anno successivo, Niceforo perseverò a combattere gli Arabi finché i disordini nelle province orientali del Califfato costrinsero gli Abbasidi a concludere una pace.

## Contesto storico
In seguito alla deposizione dell'Imperatrice bizantina Irene nell'ottobre 802 e l'ascesa di Niceforo I il Logoteta al suo posto, cominciò una nuova fase della lunga storia delle guerre arabo-bizantine. In seguito a una serie di incursioni annuali distruttive lungo l'Asia Minore da parte del Califfato abbaside, sembra che Irene si fosse assicurata una tregua con il Califfo Harun al-Rashid nel 798 in cambio del pagamento annuale di un tributo, alle stesse condizioni della tregua di tre anni susseguitasi alla prima campagna a larga scala di Harun nel 782.
Niceforo, al contrario di Irene, era più propenso alla guerra ed era determinato, inoltre, a risanare il tesoro imperiale e, tra le altre misure, cessare il versamento del tributo. Harun, per rappresaglia, inviò al-Qasim a devastare l'Asia Minore nella primavera 803. Niceforo non poté rispondere a questa offensiva, in quanto era intento a reprimere una rivolta dell'esercito bizantino dell'Asia Minore sotto il suo comandante, Bardane il Turco. Dopo aver represso la rivolta di Bardane, Niceforo radunò il suo esercito e lo condusse ad invadere il Califfato. Dopo che Harun aveva devastato la regione di frontiera, le due armate si confrontarono per due mesi nell'Asia Minore centrale, senza però venire a battaglia; Niceforo e Harun si scambiarono lettere, fino a che l'Imperatore accettò il ritiro e una tregua per il resto dell'anno in cambio del versamento di un tributo.

## Battaglia
Nell'agosto 804, Harun comandò un'ulteriore incursione condotta dal suo generale Ibrahim ibn Jibril. Gli Arabi invasero l'Asia Minore attraverso le Porte Cilicie devastando il territorio invaso. Niceforo partì per scontrarsi con essi, ma fu costretto a ritornare indietro prima di riuscirci, per motivi non specificati (Warren Treadgold suppone una possibile cospirazione). Durante la sua marcia di ritorno, tuttavia, gli Arabi sferrarono un attacco a sorpresa a Krasos in Frigia e sconfissero il suo esercito. Secondo al-Tabari, i Bizantini persero 40 700 soldati e 4 000 animali da bagaglio, mentre lo stesso Imperatore rischiò di essere ucciso nel corso della battaglia. Il cronista bizantino Teofane Confessore conferma che l'esercito imperiale perse molti soldati e che Niceforo rischiò di essere ucciso, venendo salvato solo dal coraggio dei suoi ufficiali.

## Conseguenze
Preoccupato dai disordini scoppiati nel frattempo in Khurasan, Harun decise di accettare il tributo e di firmare una pace. Uno scambio di prigionieri fu organizzato ed ebbe luogo durante l'inverno alla frontiera tra i due imperi, presso il fiume Lamos in Cilicia; circa 3 700 Musulmani furono restituiti in cambio dei Bizantini fatti prigionieri negli anni precedenti. Durante l'assenza di Harun in Khurasan, tuttavia, Niceforo sfruttò l'opportunità per ricostruire le mura distrutte della città di Safsaf, Thebasa, e Ancyra. L'estate successiva sferrò la prima incursione bizantina da due decenni, nel distretto di frontiera arabo (thughūr) in Cilicia. L'esercito bizantino devastò il territorio e fece molti prigionieri, riuscendo persino ad impadronirsi dell'importante fortezza abbaside di Tarso. Al contempo, un'altra armata bizantina devastò il thughur dell'Alta Mesopotamia e assediò senza successo la fortezza di Melitene, mentre una rivolta istigata dai Bizantini contro la guarnigione locale araba cominciò a Cipro. Harun rispose sferrando una massiccia invasione punitiva nell'806, che costrinse Niceforo a venire a patti, ma il sovrano bizantino presto li violò e prevalse sugli Abbasidi nell'807. In seguito a nuovi problemi in Khurasan, un nuovo trattato di pace venne firmato nell'808 il quale lasciò la zona di frontiera bizantina intatta e segnò la fine del pagamento del tributo al Califfato.